# PowerJet SaM146
Le SaM146 est un turboréacteur produit au sein de PowerJet, société commune 50/50 entre Safran Aircraft Engines (anciennement Snecma) et NPO Saturn.
Le SaM146 est destiné au marché des avions de 100 places et a été sélectionné en 2003 pour équiper le Sukhoï Superjet 100, l'avion régional russe le plus récent dans sa catégorie. Cet avion fait appel à des industriels du monde entier, reconnus dans le domaine de l’aéronautique (la part de production occidentale représente 60 %, dont 33 % pour la France).

## Le moteur SaM146

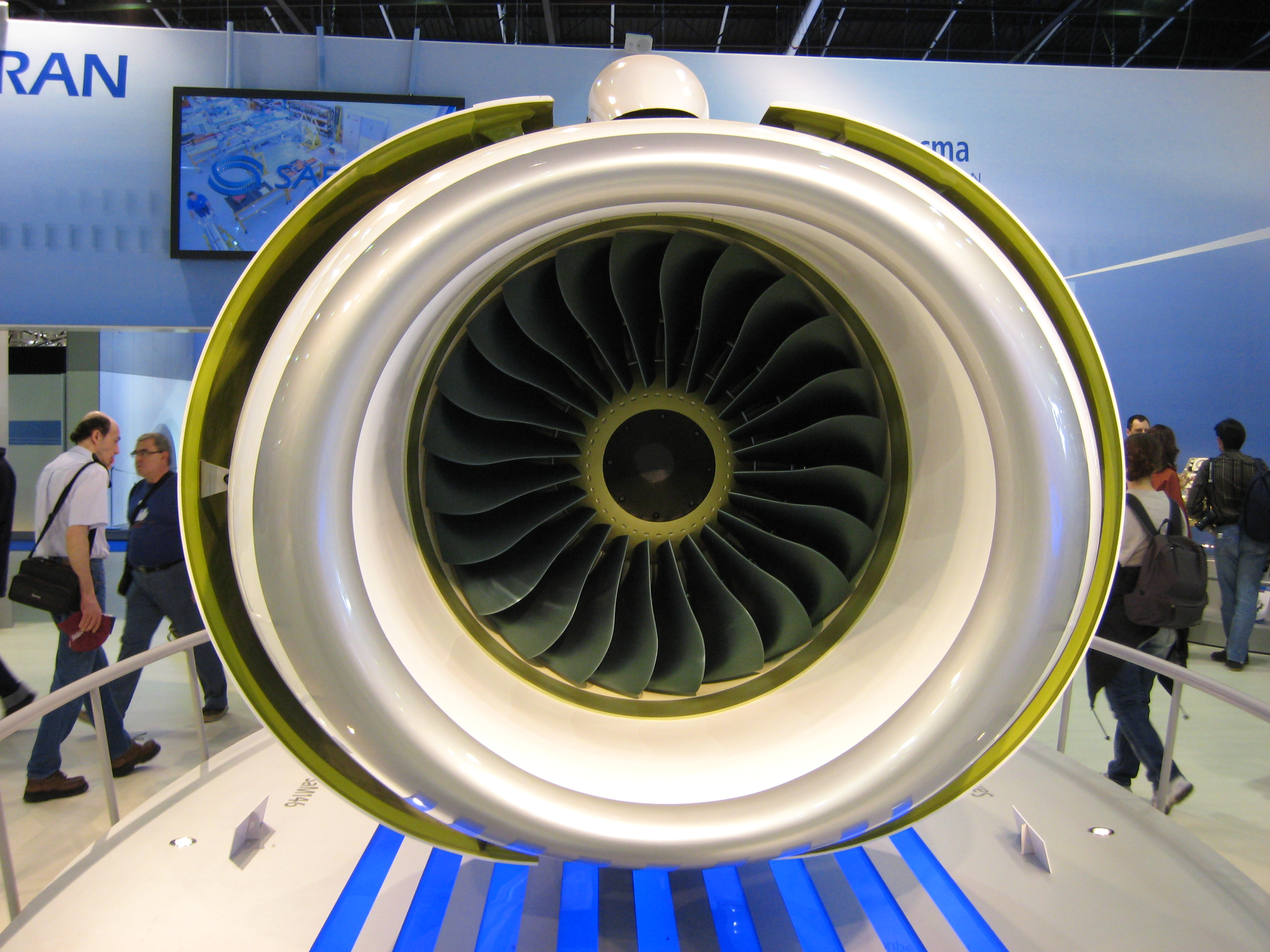
PowerJet SaM146 au Salon du Bourget 2007

Le moteur SaM146 est disponible en deux versions, avec des poussées maximales de 7,8 et 8 tonnes : le SaM146 1S17 (17 300 lb de poussée soit 77kN environ) équipant le Sukhoi Superjet 100-95B et le SaM146 1S18 pour le Sukhoi Superjet 100 version Long Range (17 800 lb de poussée).
Il est assez compact, avec une longueur de deux mètres. Le taux de dilution (rapport volumétrique du flux froid sur le flux chaud) est de 4,43. Grâce à une architecture optimisée, il offre aux opérateurs une réduction de la consommation de carburant et des coûts de maintenance.
Safran Aircraft Engines produit la partie « chaude » (chambre de combustion, turbine et compresseur haute pression), les systèmes auxiliaires et s’occupe des essais en vol, tandis que NPO Saturn prend en charge les parties basse pression, la soufflante, ainsi que l'intégration finale du moteur et les essais au sol.
La première rotation au banc a eu lieu le 9 juillet 2006. Le premier vol a eu lieu le 6 décembre 2007 au centre d'essais en vol de Joukovski, il était alors accroché sous l'aile d'un Iliouchine Il-76LL spécialement modifié pour servir de banc d'essai volant. Les essais se sont déroulés en deux étapes : la première à Joukovski et la seconde dans les installations d'essai de Snecma à Istres au cours du premier trimestre 2008.
PowerJet a passé le cap des 100 moteurs produits en 2014. Le nombre de livraisons du SaM146 devait alors fortement augmenter dans les prochaines années car le carnet de commandes de SCAC (Sukhoi Civil Aircraft Company) s’élevait à 182 commandes de SSJ100. La montée en cadence de la production augmentera ainsi de 25 avions en 2013 à 40 en 2014, puis 50 en 2015.
Pour PowerJet, ces commandes d’avions représentent un objectif de production de 100 moteurs par an dès 2015.
Les sanctions occidentales à la suite de l'invasion de l'Ukraine par la Russie en 2022 en février/mars 2022 bloquent la production effectuée à Melun-Villaroche.

## Le SaM146 en opération
Depuis son entrée en service en avril 2011, le SaM146 affiche en 2019 un taux de fiabilité de 99,9% et a démontré son opérabilité dans tous les environnements, chauds et froids avec des conditions d'utilisation intensives.
Le moteur équipe notamment des avions des compagnies mexicaine Interjet, russes Aeroflot, Moskovia Airlines, Yakutia Airlines, Gazpromavia, Centre-South et UTair, ainsi que Lao Central Airlines (Laos) et Sky Aviation (Indonésie).

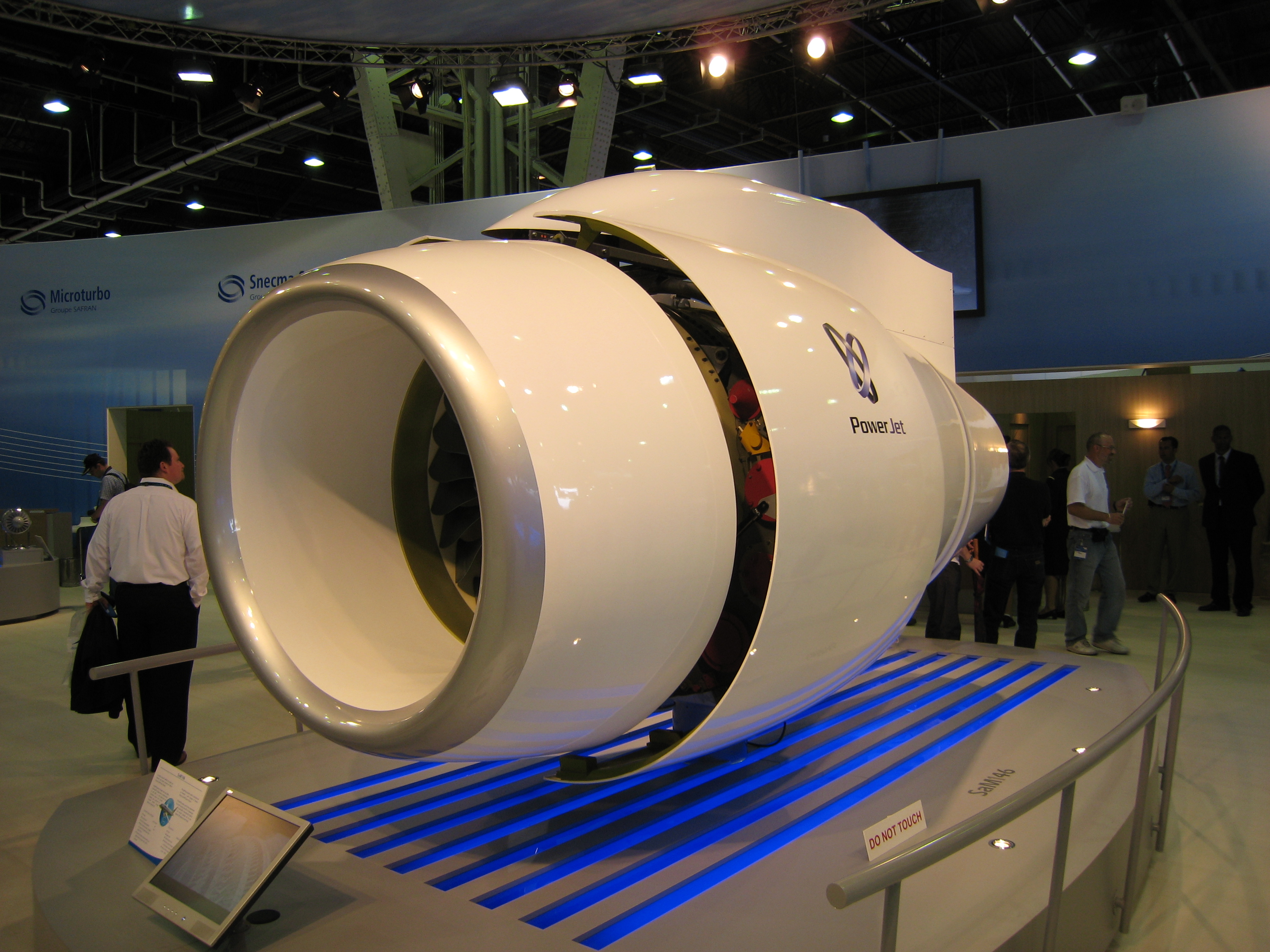
PowerJet SaM146 au Salon du Bourget 2007